# Android 14
Android 14 (nome in codice Upside Down Cake) è la quattordicesima versione del sistema operativo mobile Android, sviluppato dalla Open Handset Alliance, a sua volta guidata dall'azienda Google uscita il 4 ottobre 2023.

## Storia
Android 14 (con il nome in codice interno Upside Down Cake) è stato annunciato in un post sul blog Android l'8 febbraio 2023 e l'anteprima per sviluppatori è stata pubblicata immediatamente per la serie Google Pixel, compatibile per i dispositivi che vanno da Pixel 4a 5G a Pixel 7a, compresi Pixel Fold e Pixel Tablet.
La versione beta 1 è stata pubblicata il 12 aprile 2023, mentre l'aggiornamento ufficiale è stato pubblicato il 4 ottobre 2023.

## Novità
- Font e dimensioni: Ora è possibile regolare i font di sistema per migliorare la leggibilità, con maggiore controllo sulle dimensioni.
- Icone personalizzabili: Le app possono ora offrire icone adattive personalizzabili, oltre alla possibilità di modificare le icone del sistema.
- Nuovi sfondi dinamici: Maggiore varietà di sfondi dinamici che cambiano in base all'ora del giorno o all'attività.
- Miglioramenti nel supporto hardware: Android 14 ottimizza meglio le risorse hardware, come la gestione della batteria e la velocità di caricamento delle app.
- Efficienza della batteria: Miglioramenti nella gestione della batteria per prolungare la durata durante l'uso intensivo.
- Ottimizzazioni per dispositivi con più di 12 GB di RAM: Supporto migliore per la gestione della memoria su dispositivi con molta RAM.
- Controlli di sicurezza avanzati: Nuove opzioni per controllare chi può accedere ai dati sensibili, come la posizione e i file.
- Protezione dati migliorata: Maggiore trasparenza su come le app usano i dati personali e migliori opzioni per la gestione della privacy.
- Autenticazione biometrica più sicura: Maggiore sicurezza nel riconoscimento facciale e nelle impronte digitali.
- Notifiche interattive: Le notifiche diventano più interattive, consentendo azioni rapide senza aprire l'app.
- Notifiche con priorità personalizzabili: Gli utenti possono ora scegliere il livello di priorità per diverse notifiche, gestendo meglio le interruzioni.
- Miglioramenti al multitasking: Maggiore fluidità nell'uso di più app contemporaneamente, con una gestione delle finestre più intuitiva.
- Modalità a una mano migliorata: La UI è più ottimizzata per dispositivi con schermi più grandi, con un miglior supporto per l'uso con una sola mano.
- Migliore supporto per app a 64 bit: Le app sono ora obbligate ad essere sviluppate per architetture a 64 bit, migliorando le performance e la compatibilità.
- Supporto per nuove API: Nuove API per integrare funzionalità come il supporto ai nuovi formati video e l'interazione con i dispositivi IoT.
- Controlli vocali avanzati: Miglioramenti nei comandi vocali per facilitare l'uso da parte degli utenti con disabilità.
- Funzionalità di lettura più potenti: Android 14 potenzia le opzioni di lettura per i non vedenti e ipovedenti, rendendo l'interfaccia più facilmente navigabile.
- Bluetooth LE Audio: Supporto per audio a bassa latenza e alta qualità tramite Bluetooth LE, migliorando l'esperienza con auricolari e dispositivi audio wireless.
- Rete 5G migliorata: Ottimizzazioni per l'uso della rete 5G, con connessioni più stabili e veloci.

## Versioni
- Versione Alpha 1, 8 febbraio 2023
- Versione Alpha 2, 8 marzo 2023
- Versione beta 1, 12 aprile 2023
- Versione beta 2, 10 maggio 2023
- Versione beta 3, 7 giugno 2023[6]
- Versione beta 4, 11 luglio 2023
- Versione beta 5, 10 agosto 2023
- Versione QPR1 beta 1, 20 settembre 2023
- Versione stabile, 4 ottobre 2023
- Versione QPR1 beta 2, 5 ottobre 2023